# Meineckia bartlettii
Meineckia bartlettii är en emblikaväxtart som först beskrevs av Paul Carpenter Standley, och fick sitt nu gällande namn av Grady Linder Webster. Meineckia bartlettii ingår i släktet Meineckia och familjen emblikaväxter. Inga underarter finns listade i Catalogue of Life.